# Pseudovadonia
Pseudovadonia är ett släkte av skalbaggar som beskrevs av Lobanov, Danilevsky och Sergey Murzin 1981. Pseudovadonia ingår i familjen långhorningar.
Släktet innehåller bara arten Pseudovadonia livida.

## Bildgalleri

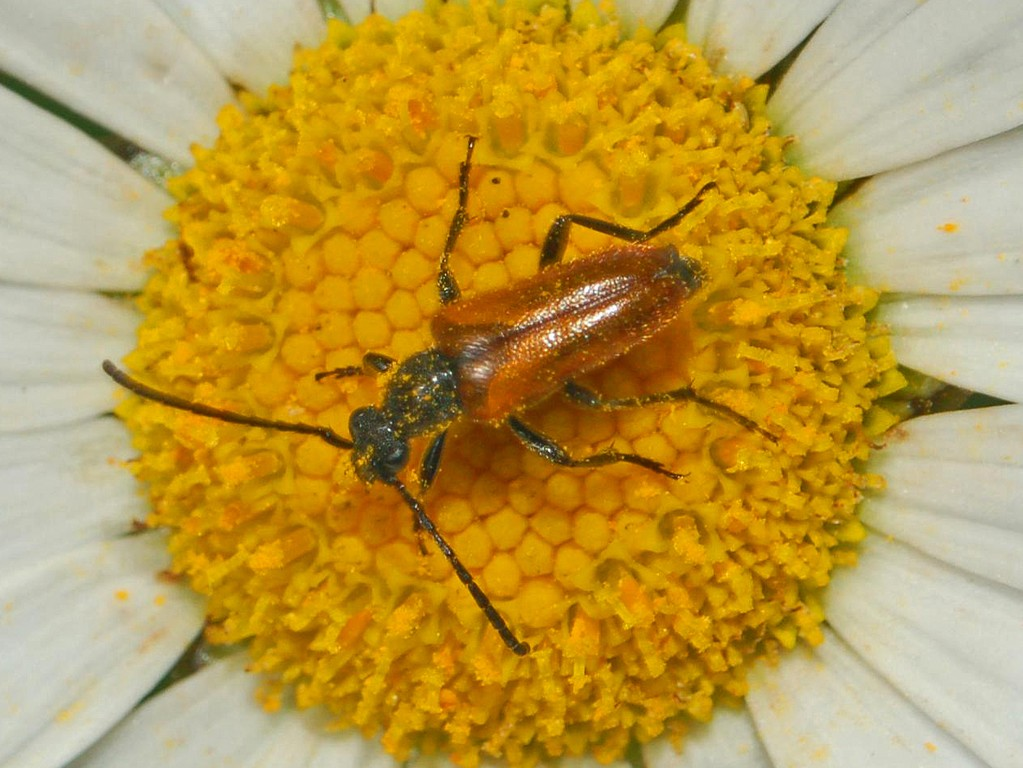
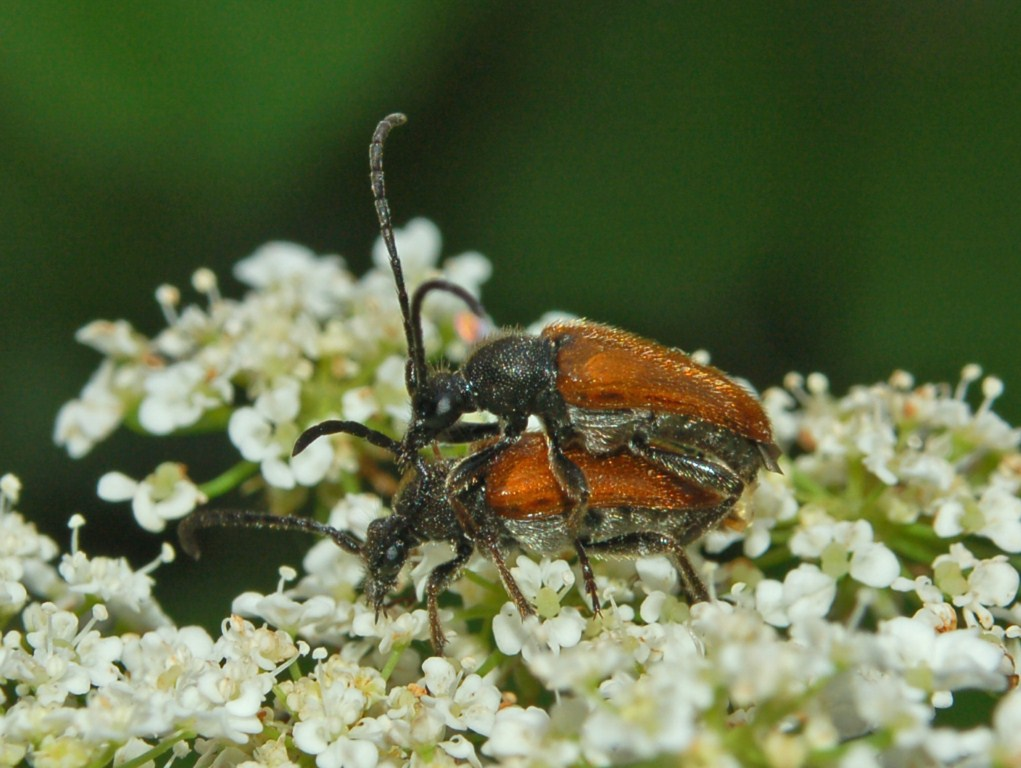
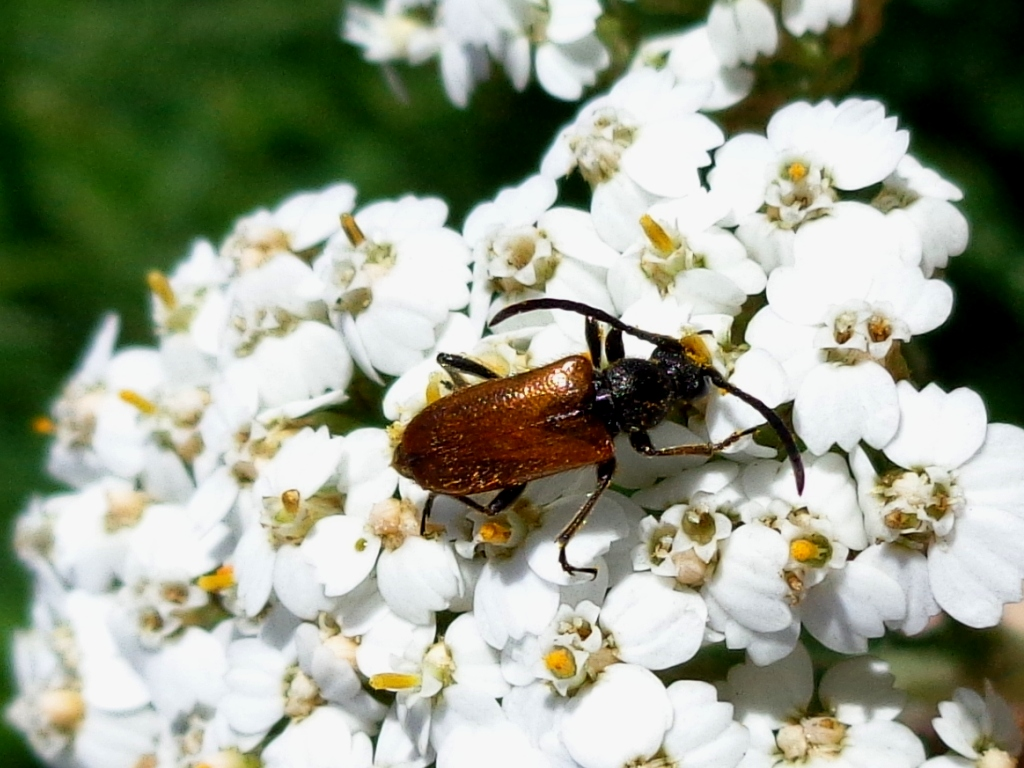
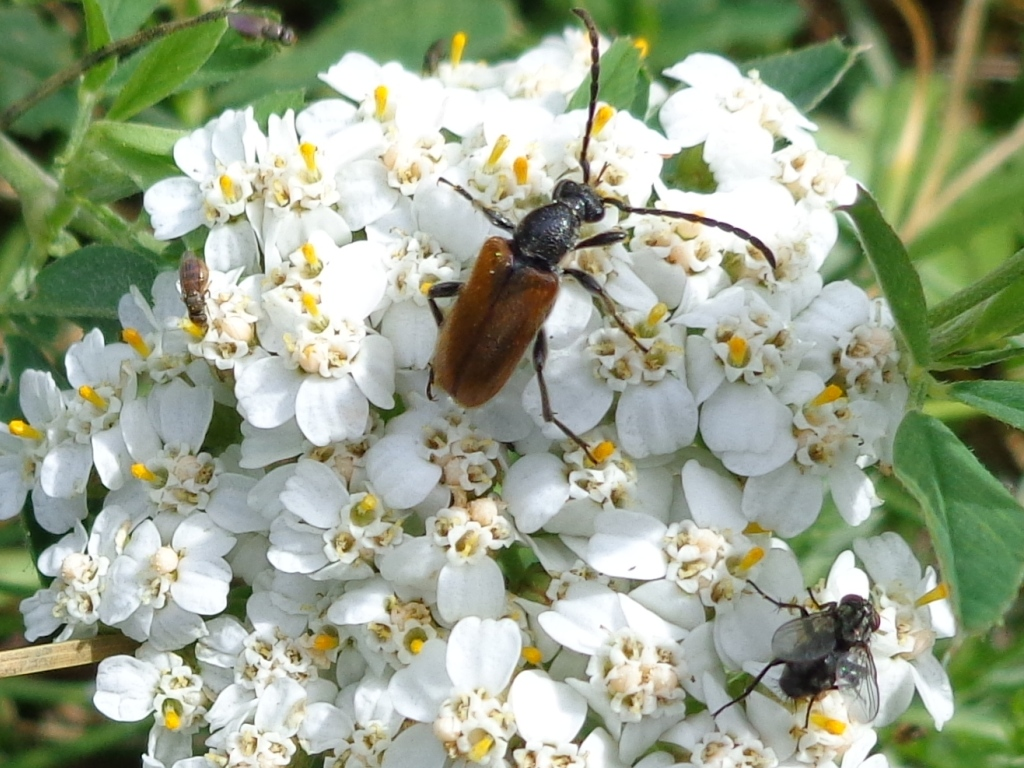
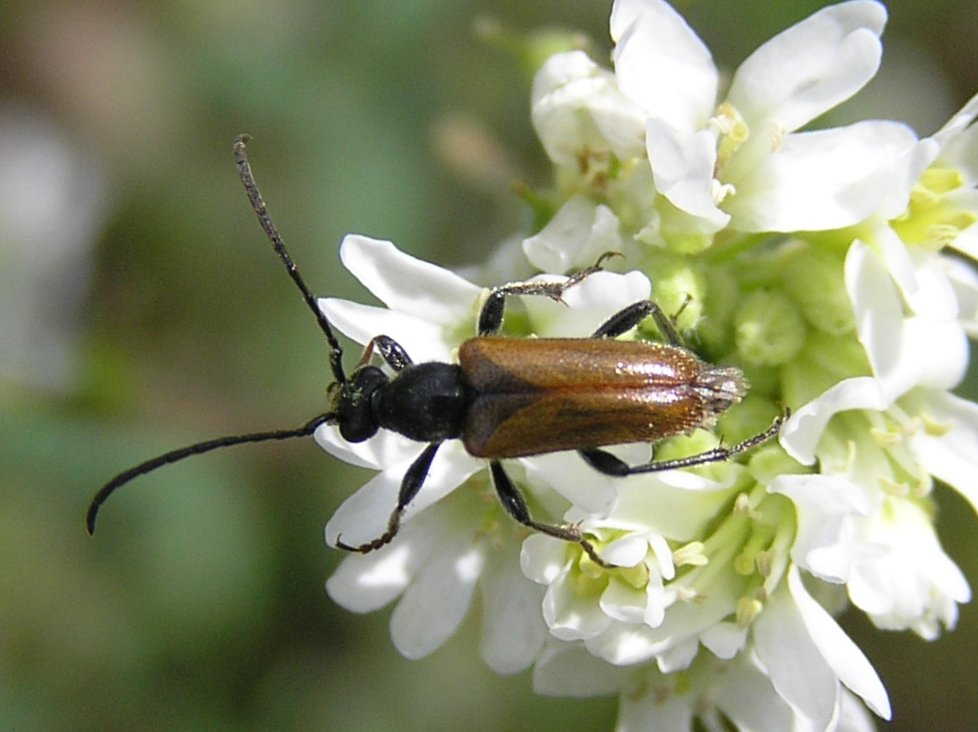
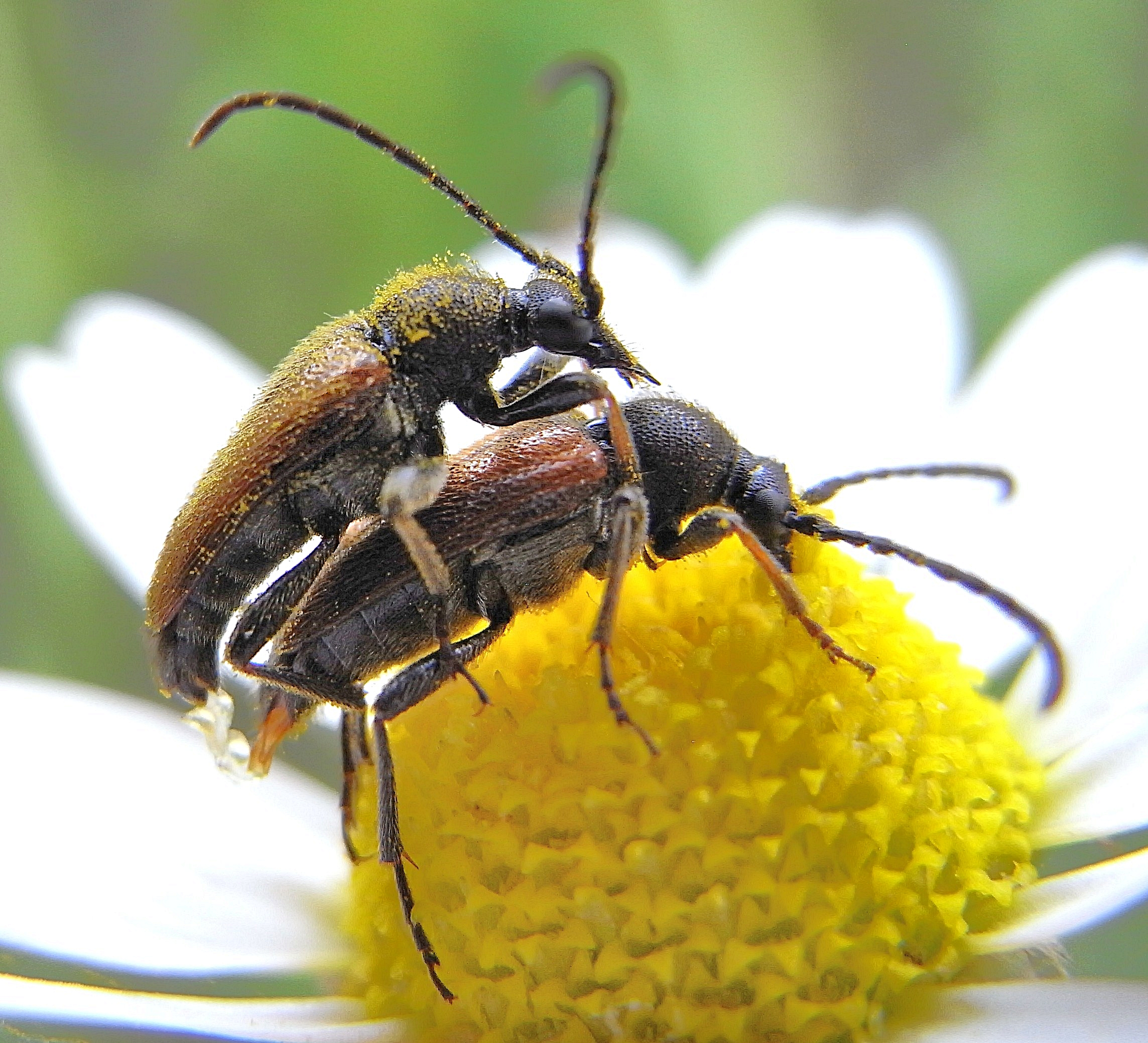